# Maxim (Automarke)

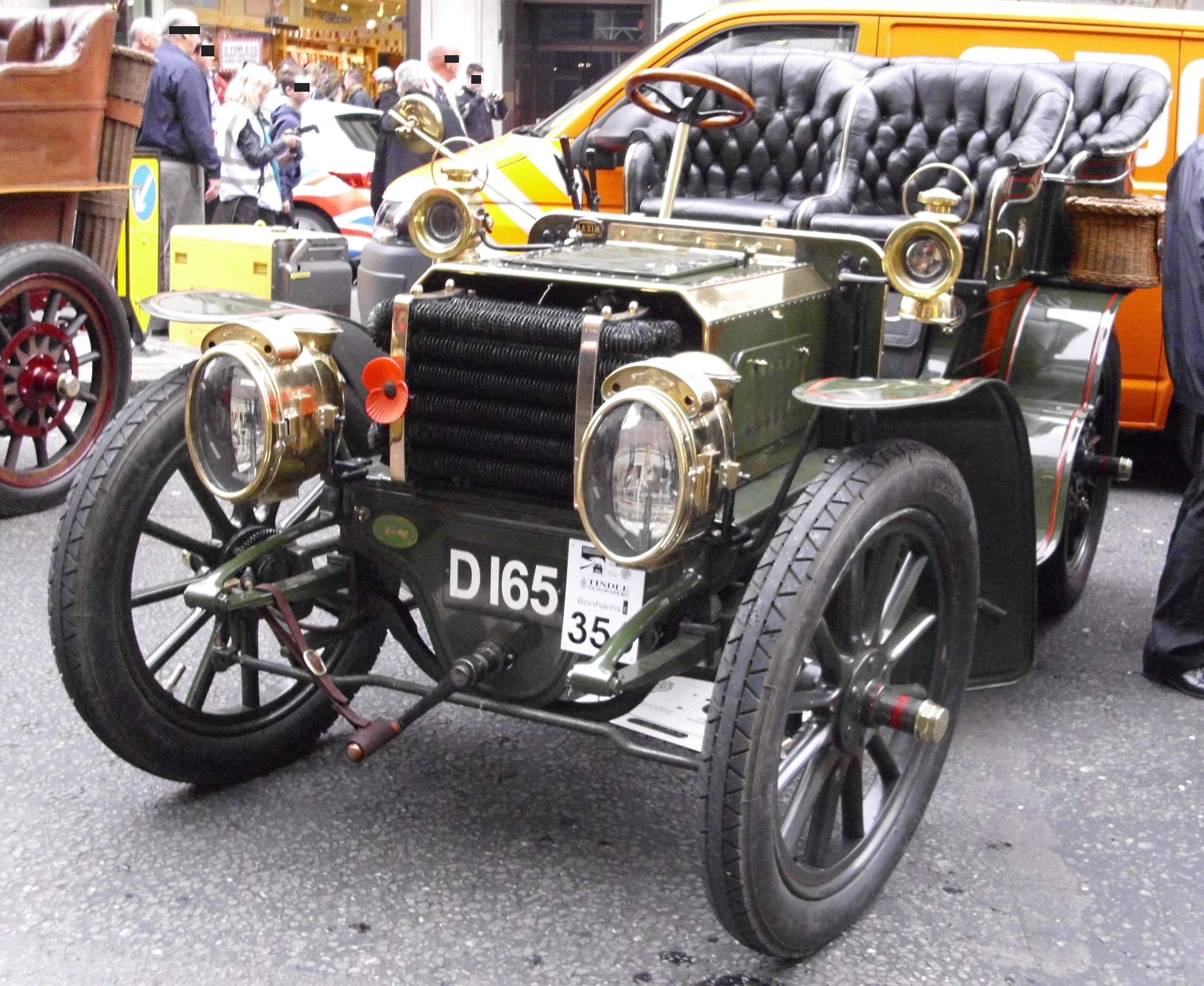
Maxim von 1903

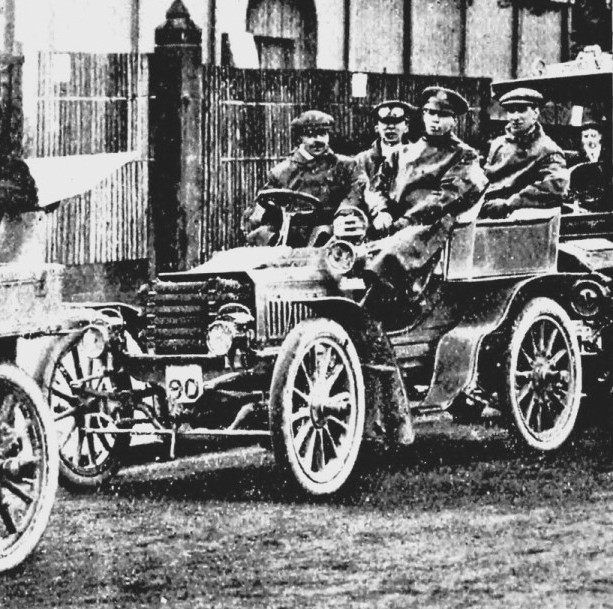
D.A. Brown auf Maxim 16 HP (1000 miles Trials 1903)

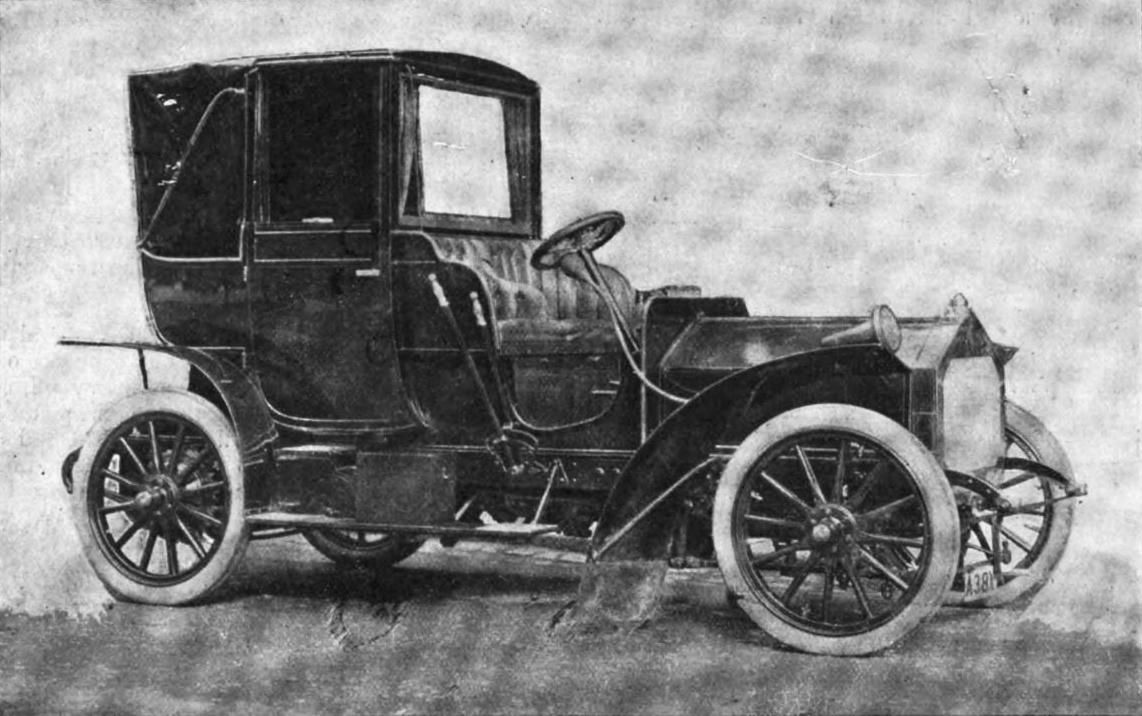
Maxim 24 HP Landaulet (1904)

Maxim war eine britische Automarke.

## Unternehmensgeschichte
Das Unternehmen London General Automobil Co Limited aus London begann 1902 unter der Leitung von Sir Hiram Stevens Maxim mit der Produktion von Automobilen. 1905 wurde die Produktion eingestellt.

## Fahrzeuge
1902 wurde der 16 HP angeboten. Er war mit einem Zweizylindermotor ausgestattet, der vorne im Fahrgestell montiert war und die Hinterachse antrieb.
D.A. Brown nahm mit einem 16 HP an den 1000 miles Reliability Trials, Crystal Palace (GB) im September 1903 teil (Startnummer 90) und wurde Elfter in seiner Klasse.
1904 wurde der 24 HP mit Landaulet-Karosserie vorgestellt. Er hatte einen stehenden Vierzylindermotor (Bohrung × Hub 100 × 120 mm), der 24 hp (18 kW) bei 1000/min leistete. Das Zylindergehäuse war aus Feinkornstahl, die Kolben mit drei Kolbenringen versehen. Die Pleuel waren aus Werkzeugstahl geschmiedet, die Kurbelwelle dagegen aus Nickelstahl geschmiedet, mit gehärteten Gleitlagersitzen und war dreifach gelagert. Ein- und Auslassventile wurden über eine Nockenwelle gesteuert. Das Getriebe hatte drei Vorwärtsgänge plus Rückwärtsgang, Kraftübertragung per seitlichen Ketten auf die Hinterräder. Ein Bremspedal wirkte auf eine Trommelbremse am Antriebskegelradgetriebe, ein Bremshebel steuerte die Innenbackenbremsen der Hinterräder mittels Ausgleichsgestänge synchron an. Hinter dem Wabenkühler saß ein riemengetriebener, kugelgelagerter Ventilator, eine mechanisch angetriebene Pumpe wälzte das Kühlwasser um. Der Radstand betrug 9 ft. 2".
Ein Fahrzeug dieser Marke nimmt gelegentlich am London to Brighton Veteran Car Run teil.